# Ukrainas damjuniorlandslag i volleyboll
Ukrainas damjuniorlandslag i volleyboll representerar Ukraina i juniorsammanhang på damsidan i volleyboll. Dess främsta merit är U18-lagets EM-guld 2005. Även U19-laget har tagit EM-medalj.

## Resultat
| Sport | volleyboll |      |
| Resultat |            |      |
| \| Kronologisk resultatlista \| Kronologisk resultatlista \| Kronologisk resultatlista \| \| ------------------------- \| ------------------------- \| ------------------------- \| \| Pos. \| Tävling \| År \| \| 6 \| U21/U22-EM[1] \| 2024 \| |            |      |
| Redigera uppgifter i faktarutan |            |      |
| Kronologisk resultatlista |            |      |
| Pos. | Tävling    | År   |
| 6 | U21/U22-EM | 2024 |

| Kronologisk resultatlista | Kronologisk resultatlista | Kronologisk resultatlista |
| ------------------------- | ------------------------- | ------------------------- |
| Pos.                      | Tävling                   | År                        |
| 6                         | U21/U22-EM                | 2024                      |

| Sport | volleyboll |      |
| Resultat |            |      |
| \| Kronologisk resultatlista \| Kronologisk resultatlista \| Kronologisk resultatlista \| \| ------------------------- \| ------------------------- \| ------------------------- \| \| Pos. \| Tävling \| År \| \| 5 \| U21/U22-EM[2] \| 2022 \| |            |      |
| Redigera uppgifter i faktarutan |            |      |
| Kronologisk resultatlista |            |      |
| Pos. | Tävling    | År   |
| 5 | U21/U22-EM | 2022 |

| Kronologisk resultatlista | Kronologisk resultatlista | Kronologisk resultatlista |
| ------------------------- | ------------------------- | ------------------------- |
| Pos.                      | Tävling                   | År                        |
| 5                         | U21/U22-EM                | 2022                      |

| Sport | volleyboll |      |
| Resultat |            |      |
| \| Kronologisk resultatlista \| Kronologisk resultatlista \| Kronologisk resultatlista \| \| ------------------------- \| ------------------------- \| ------------------------- \| \| Pos. \| Tävling \| År \| \| \| U20/U21-VM \| 1993 \| \| 13 \| U20/U21-VM \| 1997 \| \| 6 \| U20/U21-VM \| 2003 \| \| 6 \| U20/U21-VM \| 2007 \| \| 11 \| U19/U20-EM[3] \| 2024 \| |            |      |
| Redigera uppgifter i faktarutan |            |      |
| Kronologisk resultatlista |            |      |
| Pos. | Tävling    | År   |
| | U20/U21-VM | 1993 |
| 13 | U20/U21-VM | 1997 |
| 6 | U20/U21-VM | 2003 |
| 6 | U20/U21-VM | 2007 |
| 11 | U19/U20-EM | 2024 |

| Kronologisk resultatlista | Kronologisk resultatlista | Kronologisk resultatlista |
| ------------------------- | ------------------------- | ------------------------- |
| Pos.                      | Tävling                   | År                        |
|                           | U20/U21-VM                | 1993                      |
| 13                        | U20/U21-VM                | 1997                      |
| 6                         | U20/U21-VM                | 2003                      |
| 6                         | U20/U21-VM                | 2007                      |
| 11                        | U19/U20-EM                | 2024                      |

| Tävling    | Guld | Silver | Brons |
| U19/U20-EM | -    | 1      | 1     |

| Kronologisk resultatlista | Kronologisk resultatlista | Kronologisk resultatlista |
| ------------------------- | ------------------------- | ------------------------- |
| Pos.                      | Tävling                   | År                        |
| 6                         | U19/U20-EM                | 1994                      |
| 5                         | U19/U20-EM                | 1996                      |
| 2                         | U19/U20-EM                | 2002                      |
| 5                         | U19/U20-EM                | 2004                      |
| 3                         | U19/U20-EM                | 2006                      |
| 8                         | U19/U20-EM                | 2008                      |

| Tävling    | Guld | Silver | Brons |
| U19/U20-EM | -    | 1      | 1     |

| Kronologisk resultatlista | Kronologisk resultatlista | Kronologisk resultatlista |
| ------------------------- | ------------------------- | ------------------------- |
| Pos.                      | Tävling                   | År                        |
| 6                         | U19/U20-EM                | 1994                      |
| 5                         | U19/U20-EM                | 1996                      |
| 2                         | U19/U20-EM                | 2002                      |
| 5                         | U19/U20-EM                | 2004                      |
| 3                         | U19/U20-EM                | 2006                      |
| 8                         | U19/U20-EM                | 2008                      |

| Tävling    | Guld | Silver | Brons |
| U17/U18-EM | 1    | -      | -     |

| Kronologisk resultatlista | Kronologisk resultatlista | Kronologisk resultatlista |
| ------------------------- | ------------------------- | ------------------------- |
| Pos.                      | Tävling                   | År                        |
| 4                         | U17/U18-EM                | 1995                      |
| 9                         | U18/U19-VM                | 1995                      |
| 4                         | U17/U18-EM                | 1997                      |
| 6                         | U18/U19-VM                | 1997                      |
| 8                         | U17/U18-EM                | 2001                      |
|                           | U17/U18-EM                | 2003                      |
| 1                         | U17/U18-EM                | 2005                      |
|                           | U18/U19-VM                | 2005                      |
| 12                        | U17/U18-EM                | 2007                      |
| 8                         | U17/U18-EM                | 2009                      |
| 12                        | U17/U18-EM                | 2011                      |

| Tävling    | Guld | Silver | Brons |
| U17/U18-EM | 1    | -      | -     |

| Kronologisk resultatlista | Kronologisk resultatlista | Kronologisk resultatlista |
| ------------------------- | ------------------------- | ------------------------- |
| Pos.                      | Tävling                   | År                        |
| 4                         | U17/U18-EM                | 1995                      |
| 9                         | U18/U19-VM                | 1995                      |
| 4                         | U17/U18-EM                | 1997                      |
| 6                         | U18/U19-VM                | 1997                      |
| 8                         | U17/U18-EM                | 2001                      |
|                           | U17/U18-EM                | 2003                      |
| 1                         | U17/U18-EM                | 2005                      |
|                           | U18/U19-VM                | 2005                      |
| 12                        | U17/U18-EM                | 2007                      |
| 8                         | U17/U18-EM                | 2009                      |
| 12                        | U17/U18-EM                | 2011                      |

| Sport | volleyboll |      |
| Resultat |            |      |
| \| Kronologisk resultatlista \| Kronologisk resultatlista \| Kronologisk resultatlista \| \| ------------------------- \| ------------------------- \| ------------------------- \| \| Pos. \| Tävling \| År \| \| 11 \| U17/U18-EM[12] \| 2018 \| |            |      |
| Redigera uppgifter i faktarutan |            |      |
| Kronologisk resultatlista |            |      |
| Pos. | Tävling    | År   |
| 11 | U17/U18-EM | 2018 |

| Kronologisk resultatlista | Kronologisk resultatlista | Kronologisk resultatlista |
| ------------------------- | ------------------------- | ------------------------- |
| Pos.                      | Tävling                   | År                        |
| 11                        | U17/U18-EM                | 2018                      |